# Strani kvark
Strani (čudan) kvark ili s kvark (eng. strange quark) je vrsta elementarne čestice od kojih se sastoji tvar, a prema masi je treći najlakši kvark između šest kvarkova. Strani kvark se nalazi u hadronima kao što su kaoni (K), strani D mezoni (Ds), sigma barioni (Σ), te u drugim stranim česticama.
Zajedno s čarobnim kvarkom je dio druge porodice čestica prema standardom modelu s električnim nabojem od -1⁄3 e i masom od 70-130 MeV/c2. Kao i drugi kvarkovi spada u skupinu fermiona sa spinom od -1⁄2. Na njega djeluju sva 4 osnovna međudjelovanja: gravitacijsko, elektromagnetsko, slabo i jako. Antičestica stranom kvarku je strani antikvark. Prve otkrivene strane čestice su bili kaon (1947.), ali strani kvark su postulirali tek 1964. Murray Gell-Mann i George Zweig. Otkriven je u SLAC-u 1968.